# Night Island (ö i Australien, Queensland)
Night Island är en ö i Australien. Den ligger i delstaten Queensland, omkring 1 900 kilometer nordväst om delstatshuvudstaden Brisbane. Arean är 0,93 kvadratkilometer. Den sträcker sig 2,2 kilometer i nord-sydlig riktning, och 0,8 kilometer i öst-västlig riktning.
Savannklimat råder i trakten. Genomsnittlig årsnederbörd är 1 419 millimeter. Den regnigaste månaden är januari, med i genomsnitt 382 mm nederbörd, och den torraste är augusti, med 8 mm nederbörd.